# Ulf Hoffmann
Ulf Hoffmann (* 8. September 1961 in Neustrelitz) ist ein ehemaliger deutscher Gerätturner. Sein Heimatverein war der SC Dynamo Berlin.
Er gewann mit der Mannschaft der Deutschen Demokratischen Republik (DDR) bei den Olympischen Sommerspielen 1988 in Seoul eine Silbermedaille im Mannschaftsmehrkampf. Dafür wurde er mit dem Vaterländischen Verdienstorden in Silber ausgezeichnet. Bei den Weltmeisterschaften 1985 in Montreal und 1987 in Rotterdam belegte er mit der DDR-Mannschaft im Mehrkampf dem dritten Platz. Sein größter Erfolg in einer Einzeldisziplin war der Gewinn der Bronzemedaille im Barrenturnen bei den Europameisterschaften 1985, nachdem bereits sein Bruder Lutz Hoffmann bei den Europameisterschaften vier Jahre zuvor am gleichen Gerät ebenfalls den dritten Rang erreicht hatte.
Bei DDR-Meisterschaften errang er insgesamt drei nationale Einzeltitel. Er siegte 1985 im Bodenturnen sowie 1982 punktgleich mit Frank Bouchard und 1988 punktgleich mit Holger Behrendt und Andreas Wecker am Reck.